# نادي كونكورد
الجمعية الرياضية الفنية والثقافية للوئام المعروفة فقط باسم جمعية الوئام أو أيضا باسم جمعية الكونكورد هو نادي كرة قدم موريتاني، تأسس عام 1997 بنواكشوط وينشط في الدوري الموريتاني الممتاز.

## بطولات الفريق
- الدوري الموريتاني الممتاز

البطل (2): 2008, 2017
- كأس رئيس الجمهورية

البطل (1): 2009
- الكأس الممتازة الموريتانية

البطل (1): 2012